# Cyrtopogon
Cyrtopogon är ett släkte av tvåvingar. Cyrtopogon ingår i familjen rovflugor.

## Bildgalleri

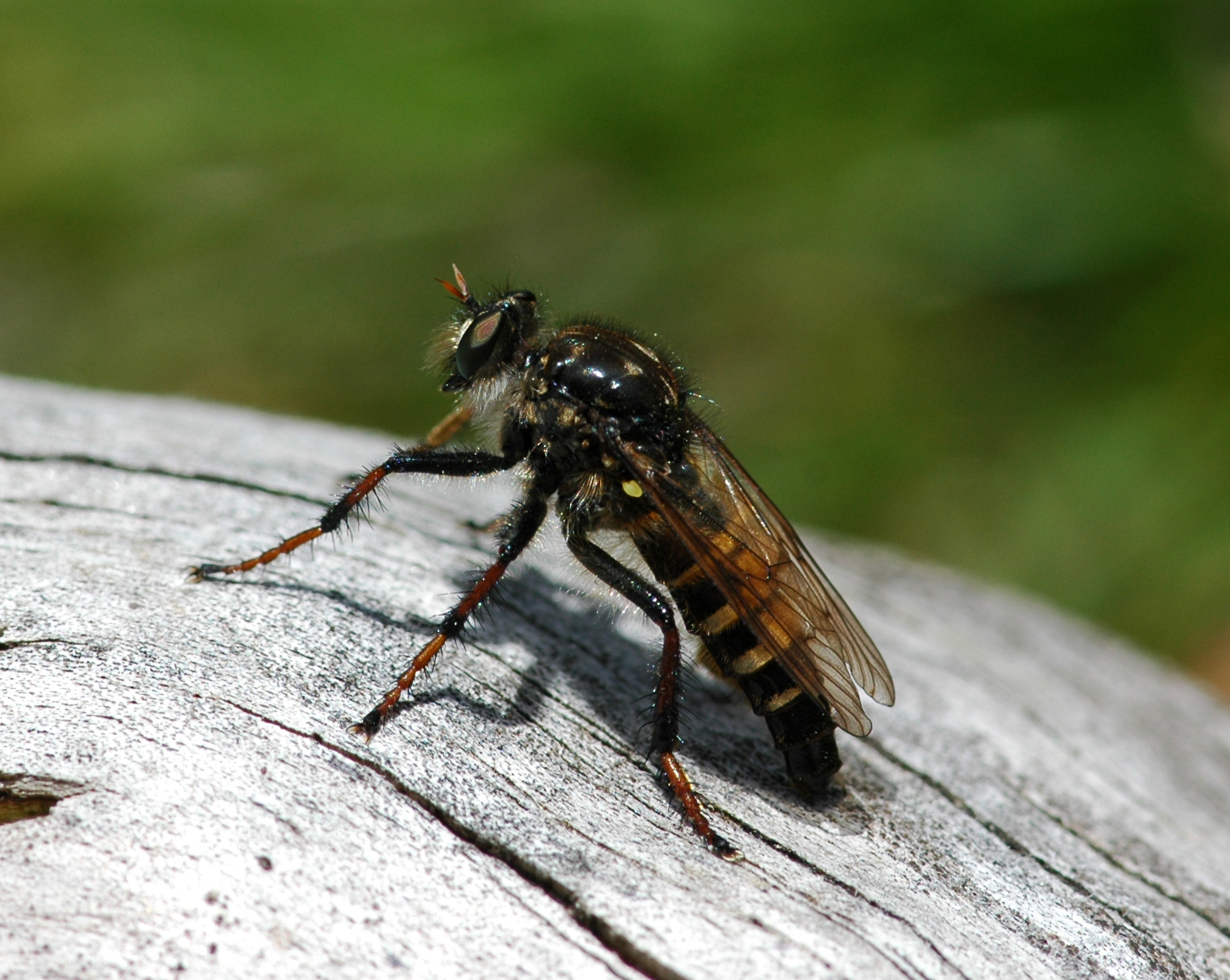

## Dottertaxa tillCyrtopogon, i alfabetisk ordning[1][2]
- Cyrtopogon ablautoides
- Cyrtopogon africanus
- Cyrtopogon albibarbatus
- Cyrtopogon albifacies
- Cyrtopogon albifrons
- Cyrtopogon albovarians
- Cyrtopogon aldrichi
- Cyrtopogon alleni
- Cyrtopogon annulatus
- Cyrtopogon anomalus
- Cyrtopogon auratus
- Cyrtopogon aurifex
- Cyrtopogon auripilosus
- Cyrtopogon banksi
- Cyrtopogon basingeri
- Cyrtopogon beameri
- Cyrtopogon bigelowi
- Cyrtopogon bimaculus
- Cyrtopogon caesius
- Cyrtopogon californicus
- Cyrtopogon callipedilus
- Cyrtopogon carpathicus
- Cyrtopogon centralis
- Cyrtopogon chagnoni
- Cyrtopogon culminus
- Cyrtopogon curtipennis
- Cyrtopogon curtistylus
- Cyrtopogon cymbalista
- Cyrtopogon dasyllis
- Cyrtopogon dasylloides
- Cyrtopogon distinctitarsus
- Cyrtopogon dubius
- Cyrtopogon evidens
- Cyrtopogon falto
- Cyrtopogon flavimanus
- Cyrtopogon fulvicornis
- Cyrtopogon fumipennis
- Cyrtopogon glarealis
- Cyrtopogon gobiensis
- Cyrtopogon gorodkovi
- Cyrtopogon grisescens
- Cyrtopogon grunini
- Cyrtopogon idahoensis
- Cyrtopogon infuscatus
- Cyrtopogon inversus
- Cyrtopogon jakutensis
- Cyrtopogon jemezi
- Cyrtopogon khasiensis
- Cyrtopogon kirilli
- Cyrtopogon kovalevi
- Cyrtopogon kozlovi
- Cyrtopogon kushka
- Cyrtopogon laphrides
- Cyrtopogon laphriformis
- Cyrtopogon lapponicus
- Cyrtopogon lapponius
- Cyrtopogon lateralis
- Cyrtopogon laxenecera
- Cyrtopogon leleji
- Cyrtopogon leptotarsus
- Cyrtopogon lineotarsus
- Cyrtopogon longibarbus
- Cyrtopogon longimanus
- Cyrtopogon lutatius
- Cyrtopogon luteicornis
- Cyrtopogon lyratus
- Cyrtopogon maculipennis
- Cyrtopogon malistus
- Cyrtopogon marginalis
- Cyrtopogon meyerduerii
- Cyrtopogon michnoi
- Cyrtopogon montanus
- Cyrtopogon nigritarsus
- Cyrtopogon nitidus
- Cyrtopogon nugator
- Cyrtopogon oasis
- Cyrtopogon ornatus
- Cyrtopogon pamirensis
- Cyrtopogon pedemontanus
- Cyrtopogon perrisi
- Cyrtopogon perspicax
- Cyrtopogon pictipennis
- Cyrtopogon planitarsus
- Cyrtopogon platycaudus
- Cyrtopogon plausor
- Cyrtopogon popovi
- Cyrtopogon praepes
- Cyrtopogon princeps
- Cyrtopogon profusus
- Cyrtopogon pulcher
- Cyrtopogon pulchripes
- Cyrtopogon pyrenaeus
- Cyrtopogon quadripunctatus
- Cyrtopogon rainieri
- Cyrtopogon rattus
- Cyrtopogon rejectus
- Cyrtopogon robustisetus
- Cyrtopogon ruficornis
- Cyrtopogon rufitibialis
- Cyrtopogon rufotarsus
- Cyrtopogon sabroskyi
- Cyrtopogon sansoni
- Cyrtopogon saxicola
- Cyrtopogon semitarius
- Cyrtopogon skopini
- Cyrtopogon stenofrons
- Cyrtopogon sudator
- Cyrtopogon svaneticus
- Cyrtopogon swezeyi
- Cyrtopogon tarbagataicus
- Cyrtopogon tenuibarbus
- Cyrtopogon tenuis
- Cyrtopogon thompsoni
- Cyrtopogon tibialis
- Cyrtopogon transiliensis
- Cyrtopogon turgenicus
- Cyrtopogon vanduzeei
- Cyrtopogon vandykei
- Cyrtopogon varans
- Cyrtopogon varicornis
- Cyrtopogon wilcoxi
- Cyrtopogon willistoni
- Cyrtopogon villosus
- Cyrtopogon vulneratus